# Мрдак
Братство Мрдак је старо племе из Црне Горе, данас презиме. Матично подручје братства је Затарје, на територији данашње црногорске општине Пљевља. Према проценама сајта Forebears из 2014. године, приближно 1.152 особе носе ово презиме у свету. По подацима тог сајта, Мрдака има највише у Црној Гори (889), Србији (179) и Сједињеним Државама (38). Поред ових држава, Мрдака има и у другим земљама: Хрватској, Швајцарској, Аустралији итд. У Црној Гори, Мрдака највише има у Пљевљима, Бијелом Пољу и Подгорици.
Традиционално су по вероисповести православци и славе као породичног свеца светог Николу Мирликијског. Национално се изјашњавају као Црногорци или Срби.

## Предање о пореклу
Мрдаци су братство из Црне Горе. Братства у Црној Гори баштине стара презимена која се преносе са колена на колено, што је забележио и Вук Караџић. Осим тога, већина братстава из Црне Горе и племена су по народним усменим предањима племениташког и јуначког рода која се преносе као свето слово и по записаним родословима.
Међутим, Мрдаци немају јединствено предање о свом пореклу. Иако имају неколико верзија, једна се посебно истакла по богатству ликова, догађаја и временском оквиру који обухвата (1371-1689). Ту легенду је сачувао од заборава Раде Шоров Мрдак из Никшића (1920-1998), коју је објавио у својој књизи братство Мрдак – Мрдаковић. Раде Шоров Мрдак је легенду чуо од свога оца Михаила Шора Мрдака (1862-1942), сина Мијата Тодора Мрдака (1829-1907) из села Трешњице, у околини данашњег моста на Ђурђевића Тари. Мијат Мрдак се доселио у Никшић 1875. године.
Према тој легенди, родоначелник братства је средњевековни српски властелин Брајило Маричић Крунослав, син Брње Маричића, који је основао Брњак у Рашкој. Имао је брата Бранила који се прозвао Кастриот и од кога су Кастриоти. О Брајилу се према легенди зна да је Брајило био учесник Маричке битке и да је име Брајило заменио са Мрдак, односно, да се прозвао Мрдак по турско-арапској речи мердек, што значи барјак, барјактар. Мрдак је погинуо у Косовској битки 1389.године борећи се у одреду Ивана I Кастриоте.
Мрдакови синови, ради очувања успомене на свог храброг оца, за своје породично име узимају име Мрдак и селе се у Албанију где ратују заједно са Ђурађом Кастриотом Скендербегом против Турака. Једном приликом, Мрдаци су у Албанији пресрели одред Турака и уништили га. Пошто Турци нису успели да ухвате Мрдаке, они, да би им доскочили, рашире вест да су Мрдаци учествовали у завери против Кастриота. Мрдаци су због тога били приморани да се у два огранка одселе у Зету за време Балшића. Један огранак одлази у Куче где се прозивају Радевићи, док се други огранак насељава у племе Лужане, у место Сретња, долини реке Зете. Легенда каже да су Мрдаци у Лужане стигли са својим зетом Бијелим Павлом. Наиме, према легенди Мрдаци су пријатељовали преко одива са албанским племенима из Дукађина - Краснићима и Гашанима. Један од тих Дукађинаца некакав Лека, оженио се неком Мрдаковом и легенда каже да су неки од њих постали Бјелопавлићи. Легенда казује да су Мрдаци у то време потпадали под папски закон и били католици, али да су славили православни Божић.
После разуре Мрдака у Лужанима, један део Мрдака се сели у Брскут, из Брскута у Пелев Бријег, а одатле у Куче , код својих рођака Радевића и стапају се са њима. Други део Мрдака сели се из Лужана у Херцеговину на планину Голију, место Ђед, где ће се прозвати прво Вишњићи, па Ђедовићи, Ћеранићи, Голијани и Мрдаковићи. Овај огранак Мрдака променио је славу да славе св. Јована. Последња породица Мрдака из Лужана у месту Јеленак иселила се у Лику.
Покрет Мрдака из Куча за Морачу, односно за Ровца и Вранеш, десио се по причи у време Селима I Храброг. Први предак Мрдака после кога Мрдаци прате у континуитету линију својих отаца је Манојло, који је имао синове Рада и Живка. Иза Рада је остао Петар Радевић Мрдак. Петар је био ожењен Маром (Мрдом) Булатовић из Мораче. Имао је синове Јована и Пеја. Пеја су убили бјелопољски Турци из освете када је био дечак. Мара Булатовић је успела да спасе другог сина Јована. Када је била на самрти рекла му је да је његово право презиме Мрдак и испричала му је предање о Брајилу Маричићу Мрдаку. Јован је узео своје старо презиме Мрдак, а одбацио презиме Радевић. Имао је четири сина од кога воде порекло сви Мрдаци, а то су: Петар, Павле, Тодор и Манојло (Мића). Петар Радевић Мрдак се преселио у долину Вранеш у 16. веку. Његови унуци учествују у борбама Куча против Турака у ускочкој чети.
Мрдаци се из Вранешке долине насељавају у Премћане. У Премћанима, Мрдаци су доживели велико страдање од Турака крајем 17. века, претпоставља се 1689. године. После тог догађаја, Мрдаци су напустили Премћане и почели да се расељавају по целом Затарју, Санџаку и другим крајевима. Једини траг свог битисања у Премћанима, Мрдаци су оставили у имену топонима Мрдачка коса који и данас постоји.

## Друге верзије о пореклу братства Мрдак
Осим наведене легенде, у братству Мрдак забележене су и друге верзије о пореклу Мрдака. Најбројније су оне које указују на порекло из Куча. Постоји неколико прича о пореклу Мрдака из Куча.
Прва прича казује да Мрдаци потичу од попа Ивана и да су Мрдаци у најближем сродству са братством Ивановића, које према овој причи, води порекло од попа Ивана који се презивао Дрекаловић.
По другој причи, Мрдаци потичу од потомка Војводе Дрекале, односно од његовог унука Чеја, сина Иликова, а сина Чејовог Рада чији су потомци Радевићи од којих потичу Мрдаци.
Обе приче говоре да је братство Мрдак из Куча (Брскута), преко Роваца доселило у Вранеш, а затим у Затарје.
Поред ове две приче, забележено је и предање да Мрдаци потичу од Ненада Гојкова Мрњачевића.
Према писању историчара Андрије Лубурића и Петра Мркоњића, Мрдаци су сврстани у племе Дробњаци.

## Генетичка генеалогија и Мрдаци
У евиденцији Српског ДНК пројекта регистровано је да су Мрдаци тестирали Y хромозом који се преноси по мушкој линији. Анализа Y хромозома показује да Мрдаци припадају хаплогрупи G2, огранку P303 L497>L42>YSC33. Огранак P303 L497>L42>YSC33 настао је у Европи пре 10-12 хиљада година. Највећа концентрација овог европског огранка је у швајцарским Алпима, Аустрији, области Рајне и северне Италије. Према археолошким и историјским изворима, везује се за Рете, Етрурце и Келте. Келти су дошли на Балкан 280. године пре нове ере у војном походу на Стару Грчку, где су се задржали наредних 400-500 година под тим етничким именом. Према тој анализи Мрдаци су род старобалканског порекла, највероватније келтског.

## Познати Мрдаци у историји
- Секуле-Мушо Мрдак
- Војвода Новак
- Мрдак Лужанин
- Брајило Мрдак
- Хајдук Петар Мрдак